# 구스노키 다이키
구스노키 다이키(일본어: 楠 大樹, 2000년 7월 15일~)는 일본의 축구 선수이다.

## 구단 경력
그는 2023년 J2리그의 도쿄 베르디에 입단했다. 2024년 J3리그의 테게바자로 미야자키로 이적했다.